# Unterseeboot 181
Le Unterseeboot 181 (ou U-181) est un sous-marin allemand (U-Boot) de type IX D2 utilisé par la Kriegsmarine pendant la Seconde Guerre mondiale.

## Historique
La construction du sous-marin est ordonnée le 15 août 1940 et la quille posée le 15 mars 1941.
Lancé le 30 décembre 1941 et mis en service le 7 mai 1942, l'Unterseeboot 181 reçoit sa formation de base dans la 4. Unterseebootsflottille à Stettin en Allemagne jusqu'au 30 septembre 1942, où il rejoint la formation de combat 10. Unterseebootsflottille à Lorient en France jusqu'au 31 octobre 1942. De là, il reçoit une nouvelle affectation à Bordeaux en France avec la 12. Unterseebootsflottille.
Il quitte le port de Kiel pour sa première patrouille le 12 septembre 1942 sous les ordres du Kapitänleutnant Wolfgang Lüth. Après 129 jours en mer et un succès de 12 navires marchands coulés pour un total de 58 381 tonneaux, l'U-181 rejoint la base sous-marine de Bordeaux qu'il atteint le 18 janvier 1943.
L'Unterseeboot 181 a effectué quatre patrouilles dans lesquelles il a coulé 27 navires marchands de 138 779 tonneaux au cours de ses 560 jours en mer.
À la suite de l'avancée des forces alliées et des pertes des bases françaises, il est affecté à la 33. Unterseebootsflottille à partir du 1er octobre 1944.
Ses dernières patrouilles se passent dans l'océan Pacifique avec comme port d'attache Penang et Jakarta. Il fait partie de la meute de loups gris (en anglais : Wolfpack) croisant dans le Pacifique sous le nom de Gruppe Monsun (mousson en allemand).
À la suite de la reddition de l'Allemagne le 8 mai 1945, le commandement de l'U-181 est repris par la marine impériale japonaise et est renommé I-501 le 15 juillet 1945. Le navire passe sous les ordres du capitaine de corvette (海軍少佐 (Kaigun-shōsa)) Sato Kiyoteru. Il est prévu d'utiliser le I-501 pour l'entraînement à la fin du mois d'août, puis de l'envoyer aux îles Andaman et plus tard au Japon pour qu'il fasse remodeler ses tubes à torpilles afin de les adapter aux torpilles de la marine impériale japonaise.
En juillet-août 1945, à Potsdam en Allemagne, les États-Unis, le Royaume-Uni et l'URSS créent une commission navale tripartite pour répartir entre eux les navires de la Kriegsmarine et de la marine marchande allemands capturés. Les "Trois Grands" conviennent que tous les sous-marins allemands "non alloués" qui se sont rendus doivent être coulés au plus tard le 15 février 1946.
Le 5 août 1945, à 20 h 5, un message du chef d'état-major de la 10e flotte de zone se lit comme suit :
1. État actuel.
(a) Les équipages des I-501 et I-502 ont été instruits et les navires équipés, en grande partie par les Allemands. Les travaux d'armement sont sur le point de commencer et devraient être terminés d'ici la fin du mois. Ils seront alors prêts à prendre la mer dans un bref délai. Chaque sous-marin disposera de 16 torpilles.
(b) Les I-505 et I-506 ont terminé la formation de leurs équipages, et les coques et l'armement sont généralement satisfaisants. Le I-505 dispose d'un compartiment pour 30 mines dans lequel on peut charger environ 130 tonnes d'essence d'aviation. Le compartiment a été modifié pour l'arrimage de l'essence. En outre, il peut accueillir environ 35 tonnes de fret. Le I-506 est achevé à 60 % - - .
2. Plans d'utilisation.
(a) Les I-501 et I-502, lorsqu'ils seront prêts, seront utilisés pour le transport opérationnel (pétrole, etc.) vers les Andamans. Ensuite, il sera exploité dans le Pacifique, puis se rendra au Japon pour la modification des tubes de torpilles.
(b) Les I-505 et I-506, lorsque leurs équipages seront terminés, seront affectés au transport du pétrole et de cargaisons importantes dans la zone sud, en particulier vers l'Indochine française, les îles périphériques et Hong Kong. Toutefois, comme le I-506 - à remplacer, il devra être envoyé au Japon dès que possible.

Il se rend en août 1945 à Singapour à la Royal Navy et est amarré avec le I-502 au croiseur endommagé Myōkō à la base navale de Seletar.
Le 30 novembre 1945, il est retiré de la liste de la marine impériale japonaise. Sous supervision britannique, son ancien équipage allemand dépouille le I-501 de toutes ses pièces de valeur.
Le 24 janvier 1946, à 14 h 11, l'Amirauté britannique envoie un message au vice-amiral des Indes orientales, Commandant en chef de la Royal Navy Clement Moody, qui ordonne la destruction des quatre U-Boote de Singapour et de Java au plus tard à la date limite du 15 février 1946.
Le 14 février 1946, les I-501 et I-502 sont remorqués par les remorqueurs Growler et Assiduous jusqu'au détroit de Malacca. Le 15 février 1946 dans le cadre de l'opération Road's End, à 5 h 45, le I-501 est sabordé par la frégate HMS Loch Lomond (K437) du commandant Stanley Darling et la frégate HMS Loch Glendhu (K619) dans le détroit de Malacca à la position géographique de 3° 05′ 50″ N, 100° 04′ 50″ E.

## Affectations successives
- 4. Unterseebootsflottille du 9 mai 1942 au 30 septembre 1942 (entrainement)[1]
- 10. Unterseebootsflottille du 1er octobre 1942 au 31 octobre 1942] (service actif)[1]
- 12. Unterseebootsflottille du 1er novembre 1942 au 30 septembre 1944 (service actif)[1]
- 33. Unterseebootsflottille du 1er octobre 1944 au 8 mai 1945 (service actif)[1]

## Commandement
- Kapitänleutnant, puis Korvettenkapitän Wolfgang Lüth du 9 mai 1942 au 31 octobre 1943[1]
- Kapitän zur See Kurt Freiwald du 1er novembre 1943 au 8 mai 1945[1]
- Kaigun-shōsa (海軍少佐 (Kaigun-shōsa)) Sato Kiyoteru du 15 juillet 1945 au 16 août 1945

## Patrouilles
|       | Commandant            | Départ            | Départ    | Arrivée           | Arrivée   | Jours     | Succès    |
| ----- | --------------------- | ----------------- | --------- | ----------------- | --------- | --------- | --------- |
| 1     | Kptlt. Wolfgang Lüth  | 12 septembre 1942 | Kiel      | 18 janvier 1943   | Bordeaux  | 129 jours | 58 381    |
| 2     | Kptlt. Wolfgang Lüth  | 23 mars 1943      | Bordeaux  | 14 octobre 1943   | Bordeaux  | 206 jours | 45 331    |
| 3     | FrgKpt. Kurt Freiwald | 16 mars 1944      | Bordeaux  | 8 août 1944       | Penang    | 146 jours | 24 869    |
|       | Kptlt. Oskar Herwartz | 30 août 1944      | Penang    | 31 août 1944      | Singapour | 2 jours   |           |
|       | FrgKpt. Kurt Freiwald | 23 septembre 1944 | Singapour | 25 septembre 1944 | Batavia   | 3 jours   |           |
| 4     | FrgKpt. Kurt Freiwald | 29 octobre 1944   | Batavia   | 5 janvier 1945    | Batavia   | 79 jours  | 10 198    |
|       | FrgKpt. Kurt Freiwald | 14 janvier 1945   | Batavia   | 16 janvier 1945   | Singapour | 3 jours   |           |
| Total | Total                 | Total             | Total     | Total             | Total     | 560 jours | 138 779 t |

Note : Kptlt. = Kapitänleutnant - FrgKpt. = Fregattenkapitän

### OpérationsWolfpack
L'U-181 a opéré avec les Wolfpacks (meute de loups) durant sa carrière opérationnelle :
1. Sans nom (27 mars 1943 - 30 mars 1943)
2. Monsun (? 1944 - ? 1945)

## Navires coulés
L'Unterseeboot 181 a coulé 27 navires marchands de 138 779 tonneaux au cours des quatre patrouilles (560 jours en mer) qu'il effectua.
| Date             | Nom              | Nationalité    | Tonnage (GRT)  | Fait           |
| 1re patrouille   | 1re patrouille   | 1re patrouille | 1re patrouille | 1re patrouille |
| ---------------- | ---------------- | -------------- | -------------- | -------------- |
| 3 novembre 1942  | East Indian      | USA            | 8 159          | Coulé          |
| 8 novembre 1942  | Plaudit          | Panama         | 5 060          | Coulé          |
| 10 novembre 1942 | K.G. Meldahl     | Norvège        | 3 799          | Coulé          |
| 13 novembre 1942 | Excello          | USA            | 4 969          | Coulé          |
| 19 novembre 1942 | Gunda            | Norvège        | 2 241          | Coulé          |
| 20 novembre 1942 | Corinthiakos     | Grèce          | 3 562          | Coulé          |
| 22 novembre 1942 | Alcoa Pathfinder | USA            | 6 797          | Coulé          |
| 24 novembre 1942 | Dorington Court  | Royaume-Uni    | 5 281          | Coulé          |
| 24 novembre 1942 | Mount Helmos     | Grèce          | 6 481          | Coulé          |
| 28 novembre 1942 | Evanthia         | Grèce          | 3 551          | Coulé          |
| 30 novembre 1942 | Cleanthis        | Grèce          | 4 153          | Coulé          |
| 2 décembre 1942  | Amarylis         | Panama         | 4 328          | Coulé          |
| 2e patrouille    |                  |                |                |                |
| 11 avril 1943    | Empire Whimbrel  | Royaume-Uni    | 5 983          | Coulé          |
| 11 mai 1943      | Tinhow           | Royaume-Uni    | 5 232          | Coulé          |
| 27 mai 1943      | Sicilia          | Suède          | 1 633          | Coulé          |
| 7 juin 1943      | Harrier          | Afrique du Sud | 193            | Coulé          |
| 2 juillet 1943   | Hoihow           | Royaume-Uni    | 2 798          | Coulé          |
| 15 juillet 1943  | Empire Lake      | Royaume-Uni    | 2 852          | Coulé          |
| 16 juillet 1943  | Fort Franklin    | Royaume-Uni    | 7 135          | Coulé          |
| 4 août 1943      | Dalfram          | Royaume-Uni    | 4 558          | Coulé          |
| 7 août 1943      | Umvuma           | Royaume-Uni    | 4 419          | Coulé          |
| 12 août 1943     | Clan Macarthur   | Royaume-Uni    | 10 528         | Coulé          |
| 3e patrouille    |                  |                |                |                |
| 1er mai 1944     | Janeta           | Royaume-Uni    | 5 312          | Coulé          |
| 19 juin 1944     | Garoet           | Pays-Bas       | 7 118          | Coulé          |
| 15 juillet 1944  | Tanda            | Royaume-Uni    | 7 174          | Coulé          |
| 19 juillet 1944  | King Frederick   | Royaume-Uni    | 5 265          | Coulé          |
| 4e patrouille    |                  |                |                |                |
| 2 novembre 1944  | Fort Lee         | USA            | 10 198         | Coulé          |